# Elastância elétrica
Elastância elétrica, ou simplesmente elastância, quando não houver possibilidade de confusão ou pelo uso do termo em área ou em domínio específico, é definida diretamente como o inverso multiplicativo da capacitância elétrica. Sua unidade mais usual é o daraf (símbolo provisório F−1), e foi proposta por Arthur Edwin Kennelly em 1936, como anagrama imediato inverso de farad. Daraf, contudo, não é uma unidade SI padronizada.

## Definição
Elastância elétrica pode ser entendida, por conexão com o conceito de capacitância elétrica, como a "capacidade ou a habilidade de um campo elétrico de, ao submeter um dado elemento bipolar passivo qualquer a uma dada diferença de potencial elétrico, carregá-lo com uma bem definida carga elétrica, sob aquela diferença de potencial mantida".
Semelhantemente ao que ocorre com o conceito de capacitância, a inclusão de elemento passivo bipolar qualquer na definição é significativa pelo fato de que, embora se espere idealmente encontrar elastância elétrica apenas num capacitor, realmente todo e qualquer elemento pode exibir tal propriedade, dado que esta se define pela "capacidade de armazenamento de carga elétrica num dado campo elétrico sob uma dada diferença de potencial elétrico".
Ao se compararem sistemas elétricos e mecânicos análogos, como, por exemplo:
1. um circuito elétrico RLC, composto por um resistor, um indutor e um capacitor); e
2. um oscilador harmônico amortecido, composto por u'a massa, um amortecedor e u'a mola,

a elastância elétrica, como inverso da capacitância, pode ser tomada como o análogo elétrico da propriedade mecânica constante elástica da mola.
Com efeito, isto pode ser obtido matematicamente das equações diferenciais que regem os dois sistemas, equações essas que têm a mesma forma e ordem.
O conceito de elastância elétrica quase não se usa na prática. Aparentemente, a sua utilidade — e, portanto, campo de aplicação — é de cunho apenas teórico, restrito à atividade acadêmico-científica.